# دلینگن، سار
شهر دلینگن/سار در ایالت زارلند در کشور آلمان واقع شده است.